# Chicago-Marathon 1984
| 8. Chicago-Marathon     | 8. Chicago-Marathon         |
| ----------------------- | --------------------------- |
| Stadt                   | Chicago, Vereinigte Staaten |
| Datum                   | 21. Oktober 1984            |
| Distanz                 | 42,195 Kilometer            |
| Sieger                  |                             |
| Männer                  | Steve Jones (2:08:05 h)     |
| Frauen                  | Rosa Mota (2:26:01 h)       |
| ← Chicago-Marathon 1983 | Chicago-Marathon 1985 →     |
| Website                 | Offizielle Website          |

Der Chicago-Marathon 1984 war die 8. Ausgabe der jährlich stattfindenden Laufveranstaltung in Chicago, Vereinigte Staaten. Der Marathon fand am 21. Oktober 1984 statt.
Bei den Männern gewann Steve Jones in 2:08:05 h, bei den Frauen Rosa Mota in 2:26:01 h.

## Ergebnisse

### Männer
| Platz | Athlet             | Land                   | Zeit (h)   |
| ----- | ------------------ | ---------------------- | ---------- |
| 01    | Steve Jones        | Vereinigtes Königreich | 2:08:05 WR |
| 02    | Carlos Lopes       | Portugal               | 2:09:06    |
| 03    | Robert de Castella | Australien             | 2:09:09    |
| 04    | Gabriel Kamau      | Kenia                  | 2:10:05    |
| 05    | Geoffrey Smith     | Vereinigtes Königreich | 2:10:08    |
| 06    | Martín Pitayo      | Mexiko                 | 2:10:29    |
| 07    | Jeremy Kiernan     | Irland                 | 2:12:24    |
| 08    | Kjell-Erik Ståhl   | Schweden               | 2:14:16    |
| 09    | Agapius Masong     | Tansania               | 2:14:23    |
| 10    | Cor Lambregts      | Niederlande            | 2:14:46    |

### Frauen
| Platz | Athletin           | Land               | Zeit (h) |
| ----- | ------------------ | ------------------ | -------- |
| 01    | Rosa Mota          | Portugal           | 2:26:01  |
| 02    | Lisa Martin        | Australien         | 2:27:40  |
| 03    | Ingrid Kristiansen | Norwegen           | 2:30:21  |
| 04    | Dorthe Rasmussen   | Dänemark           | 2:30:42  |
| 05    | Lisa Weidenbach    | Vereinigte Staaten | 2:31:31  |
| 06    | Glenys Quick       | Neuseeland         | 2:32:53  |
| 07    | Regina Joyce       | Irland             | 2:35:05  |
| 08    | Jacqueline Gareau  | Kanada             | 2:35:33  |
| 09    | Rita Borralho      | Portugal           | 2:35:43  |
| 10    | Magda Ilands       | Belgien            | 2:36:04  |